# Gmina Zwierzyniec
Die Gmina Zwierzyniec ist eine Stadt-und-Land-Gemeinde im Powiat Zamojski der Woiwodschaft Lublin in Polen. Ihr Sitz ist die gleichnamige Stadt mit über 3200 Einwohnern.

## Gliederung
Zur  Stadt-und-Land-Gemeinde gehören neben der Stadt Zwierzyniec folgende zehn Ortschaften mit einem Schulzenamt:
Bagno
Guciów
Kosobudy
Kosobudy-Bór
Obrocz
Sochy
Topólcza
Turzyniec
Wywłoczka
Żurawnica
Weitere Orte der Gemeinde sind:
Biały Słup
Dół
Góra
Horodzisko (osada)
Jarugi (osada)
Kruglik
Oryszczakówka
Podborek
Sekretarzówka (osada)
Stara Wieś
Wólka